# Mycerobas melanozanthos
Mycerobas melanozanthos е вид птица от семейство Чинкови (Fringillidae).

## Разпространение
Видът е разпространен в Бутан, Виетнам, Индия, Китай, Лаос, Мианмар, Непал, Пакистан и Тайланд.